# ميخائيل مكمان (سياسي)
ميخائيل مكمان (بالإنجليزية: Michael McMahon)‏ هو محامي وسياسي أمريكي، ولد في 12 سبتمبر 1957 في جزيرة ستاتن في الولايات المتحدة. حزبياً، نشط في الحزب الديمقراطي.

## مناصب
- في انتخابات مجلس النواب الأمريكي 2008 [الإنجليزية]‏، انتخب عضو مجلس النواب الأمريكي عن دائرة New York's 13th congressional district [الإنجليزية]‏ وقد انضم خلال فترته النيابية [الإنجليزية]‏ (6 يناير 2009 – 3 يناير 2011)  للكتلة البرلمانية الحزب الديمقراطي.
- انتخب المدعي العام [الإنجليزية]‏ (2015 – ).
- انتخب عضو  [لغات أخرى]‏ (2002 – 2008).
- انتخب عضو مجلس النواب الأمريكي (3 يناير 2009 – 3 يناير 2011).

## وصلات خارجية
- الموقع الرسمي